# Jenaro Sánchez Delgadillo
Jenaro Sánchez Delgadillo (Zapopan, Jalisco, 19 de septiembre de 1886 - 17 de enero de 1927) fue un sacerdote y mártir mexicano.

## Biografía
Jenaro nació en Agualele, parroquia de Zapopan (Jalisco), hijo de Cristóbal Sánchez y Julia Delgadillo, dos trabajadores humildes y fervorosamente católicos. Ya desde pequeño, combinaba la escuela primaria con pequeños trabajos en el taller de artes y oficios para el sustento de la familia. Terminada la escuela primaria, siempre becado, ingresó al Seminario de Guadalajara. Recibió la ordenación sacerdotal el 20 de agosto de 1911.
Como sacerdote, ejerció su ministerio en varias parroquias: Nochistlán (Zacatecas), Zacoalco de Torres, San Marcos, Tecolotlán y Cocula. En todas ellas, destacó por su docilidad y obediencia a sus párrocos. De hecho, atendía especialmente a los enfermos, enseñaba el catecismo a los más pequeños o, en Coluca, dio clases en el Seminario Menor instalado en la parroquia. Su integridad católica también le dio diversos problemas. En Zocoalco, fue encarcelado por leer en la iglesia la carta pastoral de su obispo Francisco Orozco y Jiménez, donde éste manifestaba su aflicción por los atentados a la libertad del credo religioso, incluidos en la Constitución Mexicana.
Finalmente, en 1923 el obispo lo hizo vicario de Tamazulita, de la parroquia de Tecolotlán, en la diócesis de Autlán. Lo hizo acompañado de sus padres. Suspendido el culto ejerció el ministerio sacerdotal a escondidas, en casas particulares y las afueras del pueblo, custodiando las hostias consagradas. Era consciente del peligro que corría pero nunca optó por abandonar a sus feligreses.
El 17 de enero de 1927, Jenaro estaba en el campo con un grupo de vecinos, vivía entonces en el rancho "La Cañada", en la casa de la familia Castillo. Por la tarde, mientras volvía del rancho La Cañada, acompañado por los señores Herculano, Crescenciano y Cresencio Castillo, Lucio Camacho, Ricardo Brambila, Agustín Chavarín y Juan Barajas, él y sus compañeros se toparon con una avanzada del Ejército Federal, guiada por algunos lugareños y el jefe de armas de Cocula, Pablo Ortega. Los compañeros le insistían en que se escapara, y pudo haberlo hecho, pero no lo hizo. Al llegar, el capitán federal Arnulfo Díaz mandó apresar a todos. Al padre lo ataron de espaldas a Agustín Chavarín. Posteriormente, liberó a todos excepto al sacerdote.
San Jenaro fue llevado a Tecolotlán, a un cerrito llamado "La Loma" o "Cruz Verde", donde había un mezquite. A unos diez metros había una casita, donde vivía la señora Jovita García, quien pudo dar cuenta de los hechos. Los soldados rodearon al sacerdote y le pusieron una soga al cuello. Lo sacudieron con violencia hasta que la cabeza del santo se pegó en la rama del mezquite. Ahí lo dejaron colgado y se fueron. Como no estaba bien atado, el sacerdote continuó vivo toda la noche. Los soldados volvieron de madrugada, le pegaron un tiro en el hombro izquierdo, y ya en el suelo, le dio un bayonetazo que traspasó el cuerpo inerte del testigo de Cristo.
El cuerpo del sacerdote quedó ahí tirado casi toda la mañana hasta que Angelita Fernández Lepe reconoció el cadáver. Los habitantes del lugar consiguieron el permiso del jefe militar por medio del presidente municipal Armando Lepe, para llevarse el cadáver a Tecolotlán a la casa de la maestra Angelita donde se veló al sacerdote en medio de una gran multitud. El día 18 lo sepultaron en el panteón municipal de Tecolotlán. En el lugar del martirio, los fieles erigieron un monumento para recordar el sacrificio de San Jenaro. Este monumento aún perdura.
En 1934, contando con la autorización de la curia de Guadalajara, los restos fueron trasladados de Tecolotlán a la iglesia parroquial de Cocula, Jalisco, y fueron reinhumados en el presbiterio. Su recuerdo y testimonio quedó grabado en la memoria de la Iglesia de México y los fieles no dejaron de invocar su intercesión. Fue beatificado el 22 de noviembre de 1992 y canonizado por Juan Pablo II en el Jubileo del año 2000, el 21 de mayo.